# Balsem
Balsem is een verzamelnaam voor een flink aantal dun- en dikvloeibare plantaardige producten die doorgaans een sterke karakteristieke geur hebben. Alle bevatten zij harsen en etherische oliën, veelal uit de familie van de balsembomen (Burseraceae), die het geheel vloeibaar maken.

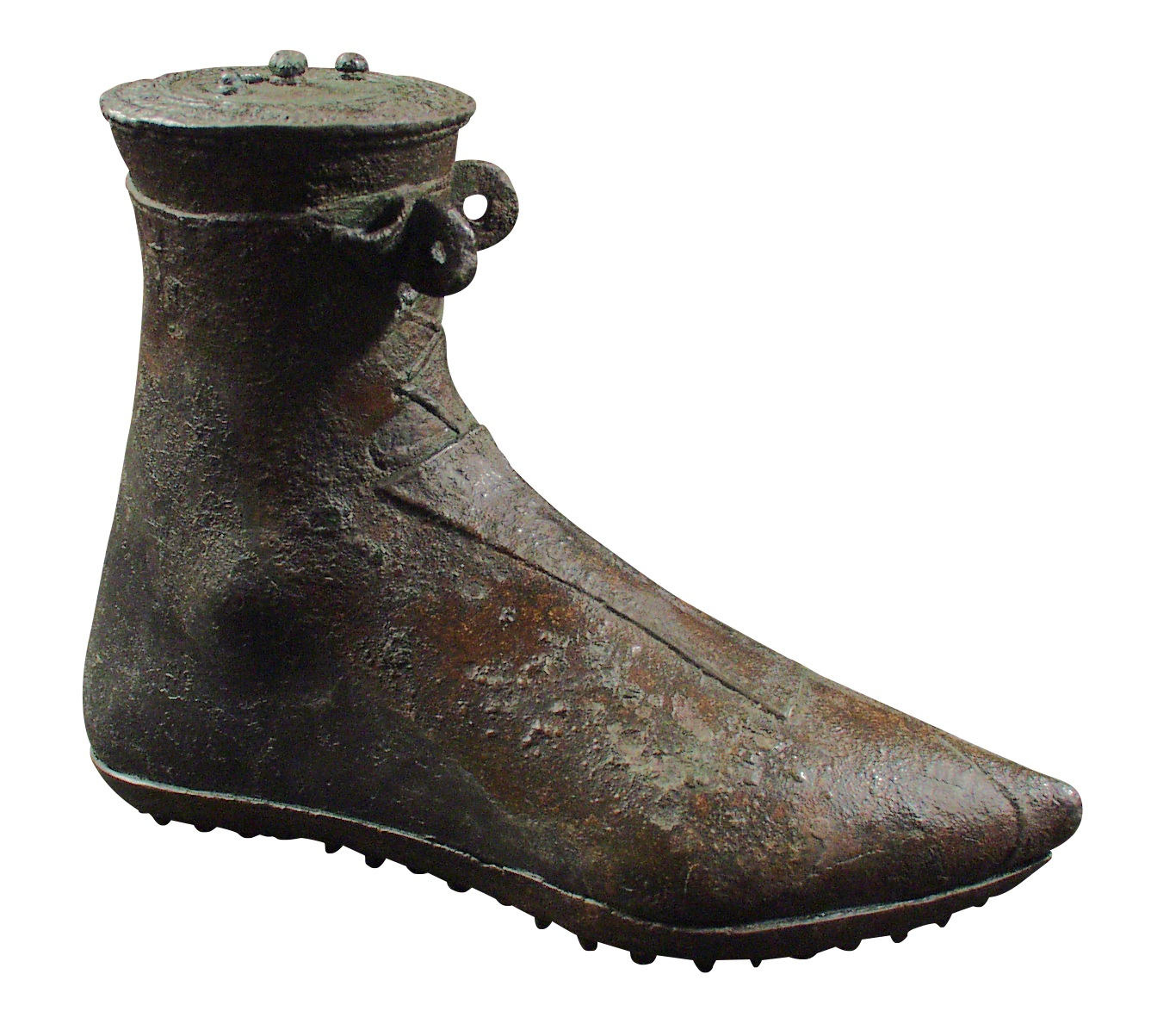
Laarsvormig balsamarium in brons, 175-225 n.Chr., gevonden in Hoeselt (Gallo-Romeins Museum, Tongeren)

De naam komt van balsam, wat welriekend in het Arabisch betekent, en van balsamum, Latijn voor 'balsemboom'.
In het dagelijks gebruik is een balsem een zalf die leed of pijn verzacht.
In de oudheid werden lijken gebalsemd om ontbinding tegen te gaan. Het gebruik van geparfumeerde balsem bleef niet beperkt tot de funeraire sfeer. Romeinse balsems waren parfums die in de badcultuur werden gebruikt. Het hoofdbestanddeel was plantaardige olie zoals amandel- of olijfolie. Daar werden actieve reukstoffen aan toegevoegd: rozen, dille, saffraan, kaneel enzovoort. Geparfumeerde balsems op basis van inheemse ingrediënten waren toegankelijk voor brede lagen van de bevolking. Exotische ingrediënten waren weggelegd voor de rijkere klasse.